# ギ酸アルミニウム
ギ酸アルミニウム（ギさんアルミニウム、英: Aluminium formate）はアルミニウムのギ酸塩で、化学式Al(HCOO)3で表される有機化合物。アルミナ石鹸とギ酸とを反応させることにより得られる。

## 用途
繊維工業での媒染剤や防水剤として使われるほか、食器洗い機においてガラス製品を表面腐食から保護するためのすすぎ補助剤、石炭の燃焼時に排出される粒子状物質を捕集しやすくするために添加される粗大化剤、クロムの使用を抑えた皮革なめし剤としての利用も考えられている。